# آنیسا جونز
آنیسا جونز (انگلیسی: Anissa Jones؛ ۱۱ مارس ۱۹۵۸ – ۲۸ اوت ۱۹۷۶) یک هنرپیشه اهل ایالات متحده آمریکا بود. وی بین سال‌های ۱۹۶۶ تا ۱۹۷۱ میلادی فعالیت می‌کرد.